# Argyroeides lydia
Argyroeides lydia är en fjärilsart som beskrevs av Druce 1903. Argyroeides lydia ingår i släktet Argyroeides och familjen björnspinnare. Inga underarter finns listade i Catalogue of Life.